# Dichaetomyia lombkoensis
Dichaetomyia lombkoensis är en tvåvingeart som beskrevs av Willi Hennig 1952. Dichaetomyia lombkoensis ingår i släktet Dichaetomyia och familjen husflugor. Inga underarter finns listade i Catalogue of Life.